# Khủng hoảng khí hậu

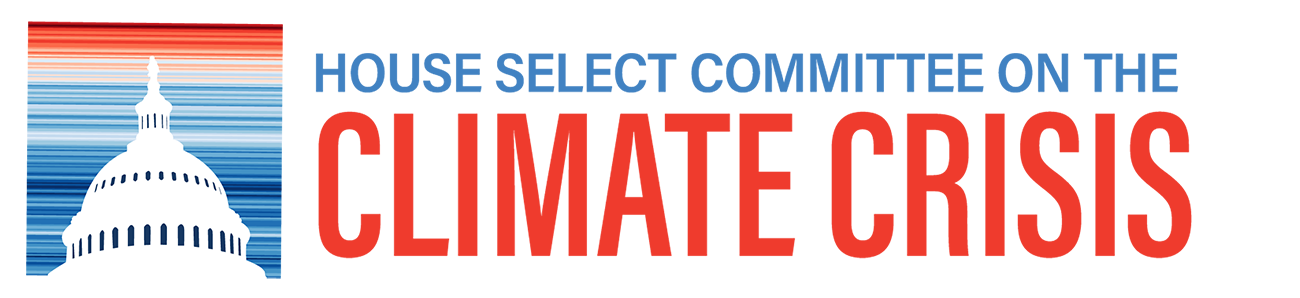
Logo của Ủy ban Lựa chọn Hạ viện Hoa Kỳ về Khủng hoảng Khí hậu (thành lập được ủy quyền vào ngày 9 tháng 1 năm 2019). Ủy ban khí hậu ban đầu của Hạ viện (được thành lập năm 2007), được gọi là Ủy ban Lựa chọn về Độc lập Năng lượng và Sự ấm lên Toàn cầu, đã bị bãi bỏ khi đảng Cộng hòa giành lại quyền kiểm soát Hạ viện vào năm 2011.

Khủng hoảng khí hậu là một thuật ngữ mô tả sự biến đổi khí hậu và hậu quả của chúng.
Thuật ngữ này đã được sử dụng để mô tả mối đe dọa của sự nóng lên toàn cầu đối với hành tinh và để thúc giục việc giảm đà nhiệt độ nóng lên toàn cầu. Ví dụ, một bài báo của BioScience vào tháng 1 năm 2020 được hơn 11.000 nhà khoa học trên toàn thế giới tán thành, tuyên bố rằng "cuộc khủng hoảng khí hậu đã đến" và "sự gia tăng quy mô đáng kể trong các nỗ lực bảo tồn sinh quyển của chúng ta là cần thiết để tránh những đau khổ chưa kể do khủng hoảng khí hậu. "
Thuật ngữ này được áp dụng bởi những người "tin rằng nó gợi lên sức hấp dẫn của các mối đe dọa mà hành tinh phải đối mặt từ việc tiếp tục phát thải khí nhà kính và có thể giúp thúc đẩy loại sức mạnh ý chí chính trị mà lâu nay không có trong vận động khí hậu". Họ tin rằng "sự nóng lên toàn cầu" thu hút nhiều cảm xúc tham gia và hỗ trợ hành động hơn là "biến đổi khí hậu", gọi biến đổi khí hậu là một cuộc khủng hoảng có thể có tác động mạnh hơn.
Một nghiên cứu đã chỉ ra rằng thuật ngữ này gợi ra một phản ứng cảm xúc mạnh mẽ trong việc truyền đạt cảm giác cấp bách, nhưng một số lưu ý rằng chính phản ứng này có thể phản tác dụng, và có thể gây ra hiệu ứng phản ứng dữ dội do nhận thức của sự phóng đại đáng báo động.

## Cơ sở khoa học
Mặc dù ngôn ngữ mạnh mẽ đã được sử dụng từ lâu trong vận động chính trị, truyền thông, nhưng cho đến cuối những năm 2010, cộng đồng khoa học theo truyền thống vẫn bị hạn chế nhiều hơn trong ngôn ngữ của họ. Tuy nhiên, trong một tuyên bố vào tháng 11 năm 2019 được công bố trên tạp chí khoa học BioScience vào tháng 1 năm 2020 , một nhóm hơn 11.000 nhà khoa học đã lập luận rằng mô tả hiện tượng nóng lên toàn cầu là tình trạng khẩn cấp về khí hậu hoặc khủng hoảng khí hậu là phù hợp hơn. Các nhà khoa học tuyên bố rằng cần phải có "sự gia tăng quy mô đáng kể trong nỗ lực" để bảo tồn sinh quyển, nhưng lưu ý "những dấu hiệu đáng lo ngại sâu sắc" bao gồm sự gia tăng bền vững về số lượng vật nuôi, sản xuất thịt, mất cây che phủ, tiêu thụ nhiên liệu hóa thạch, vận tải hàng không và phát thải Carbon dioxide— đồng thời với các xu hướng gia tăng về tác động khí hậu như nhiệt độ tăng, băng tan toàn cầu và thời tiết khắc nghiệt.
Cũng vào tháng 11 năm 2019, một bài báo được xuất bản trên Nature kết luận rằng chỉ riêng bằng chứng từ các điểm xung đột khí hậu cho thấy rằng "chúng ta đang ở trong tình trạng khẩn cấp của hành tinh", xác định tình trạng khẩn cấp là một sản phẩm của rủi ro và cấp bách, với cả hai yếu tố được đánh giá là "cấp bách". Bài báo trên Nature tham khảo các Báo cáo đặc biệt gần đây của IPCC (2018, 2019) cho thấy các điểm giới hạn riêng lẻ có thể bị vượt quá với mức nhiệt trung bình toàn cầu chỉ là 1—2 °C (mức độ ấm lên hiện tại là ~1 °C), với một loạt các điểm giới hạn trên toàn cầu có thể với sự ấm lên nhiều hơn.